# Fosi Shuiku
Fosi Shuiku är en reservoar i Kina. Den ligger i provinsen Liaoning, i den nordöstra delen av landet, omkring 160 kilometer väster om provinshuvudstaden Shenyang. Fosi Shuiku ligger 135 meter över havet. Arean är 5,5 kvadratkilometer. Trakten runt Fosi Shuiku består till största delen av jordbruksmark. Den sträcker sig 3,9 kilometer i nord-sydlig riktning, och 3,7 kilometer i öst-västlig riktning.
Genomsnittlig årsnederbörd är 756 millimeter. Den regnigaste månaden är juli, med i genomsnitt 187 mm nederbörd, och den torraste är januari, med 5 mm nederbörd.